# كلة ديغة
كلة ديغة هي قرية في مقاطعة مشكين شهر، إيران. عدد سكان هذه القرية هو 34 في سنة 2006.